# Arturo Yamasaki
Arturo Yamasaki Maldonado (Lima, 11 de abril de 1929 – Cidade do México, 23 de julho de 2013) foi um árbitro de futebol peruano.
Ele apitou profissionalmente por 17 anos (1958 a 1975), incluindo o Campeonato Sul-Americano de Futebol de 1963, as Olimpíadas de 1968, e as Copas de 1962 (apitou o jogo entre Brasil e Chile, sendo o responsável pela única expulsão na carreira de Garrincha, que no entanto foi liberado para disputar a final por "falta de provas"), 1966 (foi o árbitro de Inglaterra e França) e 1970 (representando o México), tendo apitado a partida entre Itália e Alemanha Ocidental, conhecida como o "Jogo do século". Yamasaki apitou também os 3 jogos que decidiram a Copa Libertadores da América de 1965 entre Independiente e Peñarol, além da segunda partida válida pela Copa Intercontinental, entre Estudiantes e Inter de Milão.
Encerrou sua carreira aos 46 anos de idade, em 1975, sendo homenageado pela FIFA com o FIFA Special Award. Em 2003, assumiu a presidência da Comissão de Arbitragem do México, no lugar de Edgardo Codesal, permanecendo 3 anos no cargo, e em 2008 foi candidato à direção de arbitragem peruana.
Faleceu em 23 de julho de 2013, aos 84 anos de idade.